# Чемпионат мира по шорт-треку среди юниоров 1995
Чемпионат мира по шорт-треку среди юниоров 1995 года проходил с 28-29 января в Калгари (Канада).
Чемпионат включает в себя четыре дистанции — 500, 1000, 1500 и 1500 метров — суперфинал На дистанциях сначала проводятся предварительные забеги, затем лучшие шорт-трекисты участвуют в финальных забегах. Чемпионом мира становится спортсмен набравший наибольшую сумму очков по итогам четырёх дистанций. В случае равенства набранных очков преимущество отдаётся спортсмену занявшему более высокое место в суперфинале на дистанции 1500 м. Также проводятся с 2001 года эстафеты у девушек м у юношей на 2000 м. С 2019 года абсолютный чемпион не разыгрывается.

## Общий медальный зачёт
| Место | Страна           | Золото | Серебро | Бронза | Всего |
| ----- | ---------------- | ------ | ------- | ------ | ----- |
| 1     | Республика Корея | 6      | 5       | 3      | 14    |
| 2     | Канада           | 1      | 4       | 2      | 7     |
| 3     | США              | 1      | 0       | 0      | 1     |
| 4     | Япония           | 0      | 1       | 2      | 3     |
| 5     | Италия           | 0      | 1       | 1      | 2     |

## Медалисты

### Юноши
| Дисциплина        | Золото                       | Серебро                                                                           | Бронза                       |
| ----------------- | ---------------------------- | --------------------------------------------------------------------------------- | ---------------------------- |
| 500 м             | Тони Госкович США            | Ли Сан Джун Республика Корея                                                      | Патрис Лапуэнт Канада        |
| 1000 м            | Патрис Лапуэнт Канада        | Ли Сын Чхан Республика Корея                                                      | Ли Сан Джун Республика Корея |
| 1500 м            | Ли Сын Чхан Республика Корея | Джонатан Гильметт Канада                                                          | Ли Сан Джун Республика Корея |
| 1500 м суперфинал | Джонатан Гильметт Канада     | Ли Сан Джун Республика Корея Фабио Карта Италия                                   | место не присуждалось        |
| Многоборье        | Ли Сан Джун Республика Корея | Ли Сын Чхан Республика Корея \| Патрис Лапуэнт Канада \| Джонатан Гильметт Канада | место не присуждалось        |

### Девушки
| Дисциплина        | Золото                      | Серебро                     | Бронза                                      |
| ----------------- | --------------------------- | --------------------------- | ------------------------------------------- |
| 500 м             | Ким Юн Ми Республика Корея  | Икуэ Тесигавара Япония      | Барбара Бальдиссера Италия                  |
| 1000 м            | Ким Юн Ми Республика Корея  | Катерин Дюссо Канада        | Вон Хе Гён Республика Корея                 |
| 1500 м            | Ким Юн Ми Республика Корея  | Вон Хе Гён Республика Корея | Икуэ Тесигавара Япония                      |
| 1500 м суперфинап | Вон Хе Гён Республика Корея | Ким Юн Ми Республика Корея  | Катерин Дюссо Канада                        |
| Многоборье        | Ким Юн Ми Республика Корея  | Вон Хе Гён Республика Корея | Катерин Дюссо Канада Икуэ Тесигавара Япония |